# Cheilotrichia (Cheilotrichia) clausa
Cheilotrichia (Cheilotrichia) clausa is een tweevleugelige uit de familie steltmuggen (Limoniidae). De soort komt voor in het Afrotropisch gebied.